# Сен-Дізьє-Мабаро
Сен-Дізьє-Мабаро (фр. Saint-Dizier-Masbaraud) — муніципалітет у Франції, у регіоні Нова Аквітанія, департамент Крез. Сен-Дізьє-Мабаро утворено 1 січня 2019 року шляхом злиття муніципалітетів Мабаро-Меринья i Сен-Дізьє-Лейренн. Адміністративним центром муніципалітету є Сен-Дізьє-Лейренн. Населення — 1125 осіб (01.01.2021).